# Villa Ürményi-Wagner
La villa Ürményi-Wagner (en hongrois : Ürményi-Wagner-villa) est un édifice situé dans le 12e arrondissement de Budapest.